# 邓恩铭
邓恩铭（1901年1月5日—1931年4月5日），又名恩明，字仲尧，贵州荔波人，水族，中共一大代表，中國共產黨創始人之一。

邓恩铭读书时受到老师高梓仲民主革命思想的影响，对民间疾苦和社会不平非常关切。1921年春，与王尽美等人发起建立济南共产党的早期组织。7月，与王尽美一同出席中共一大。1922年1月，赴莫斯科参加远东各国共产党及民族革命团体代表大会。1925年2月，领导胶济铁路工人举行大罢工。8月，任中共山东地方执行委员会书记。1927年4月，赴武汉出席中共五大，任中共山东省执委书记。1928年春，任中共青岛市委书记。12月，由于叛徒告密，被捕入狱，其间两次组织越狱，未遂。
1931年4月5日，邓恩铭在济南纬八路刑场从容就义。

## 生平
清光緒二十六年（1900年）11月15日，邓恩铭出生于一个贫苦农民家庭。6岁上私塾，10岁进入到荔泉书院读书。16岁离开贵州、到了山东。1918年依靠在山东的亲戚资助，邓恩铭考入济南省立第一中学。五四运动爆发后，邓恩铭积极响应北京学生爱国运动，被选为学生自治会领导人兼出版部部长，主编校报，组织学生参加罢课运动。1920年11月，他与王尽美等组织励新学会，介绍俄国十月革命。

1921年春，邓恩铭参与发起建立济南的中共早期组织，抨击社会现状；同年7月，鄧恩銘和王盡美作為濟南代表出席在上海召開的中共一大，他是唯一參與中共一大的少數民族代表。1922年1月，邓恩铭赴莫斯科参加远东各国共产党和民族革命团体第一次代表大会，受到列宁的接见。同年底，邓恩铭赴青岛，创建党组织，先后任中共直属青岛支部书记、中共青岛市委书记。大革命时期，邓恩铭先后领导胶济铁路工人大罢工和青岛全市工人大罢工，组织成立青岛市各界联合会和青岛市总工会。1927年4月，邓恩铭赴武汉出席中共五大；回山东后，任中共山东省执行委员会书记。中国国民党清党后，邓恩铭辗转山东各地，领导中共组织开展斗争。1928年12月在济南被捕，1931年4月5日被韩复治下的山东省临时军法会审委员会判处死刑并枪决，同时被處決的有22人。

## 后世纪念

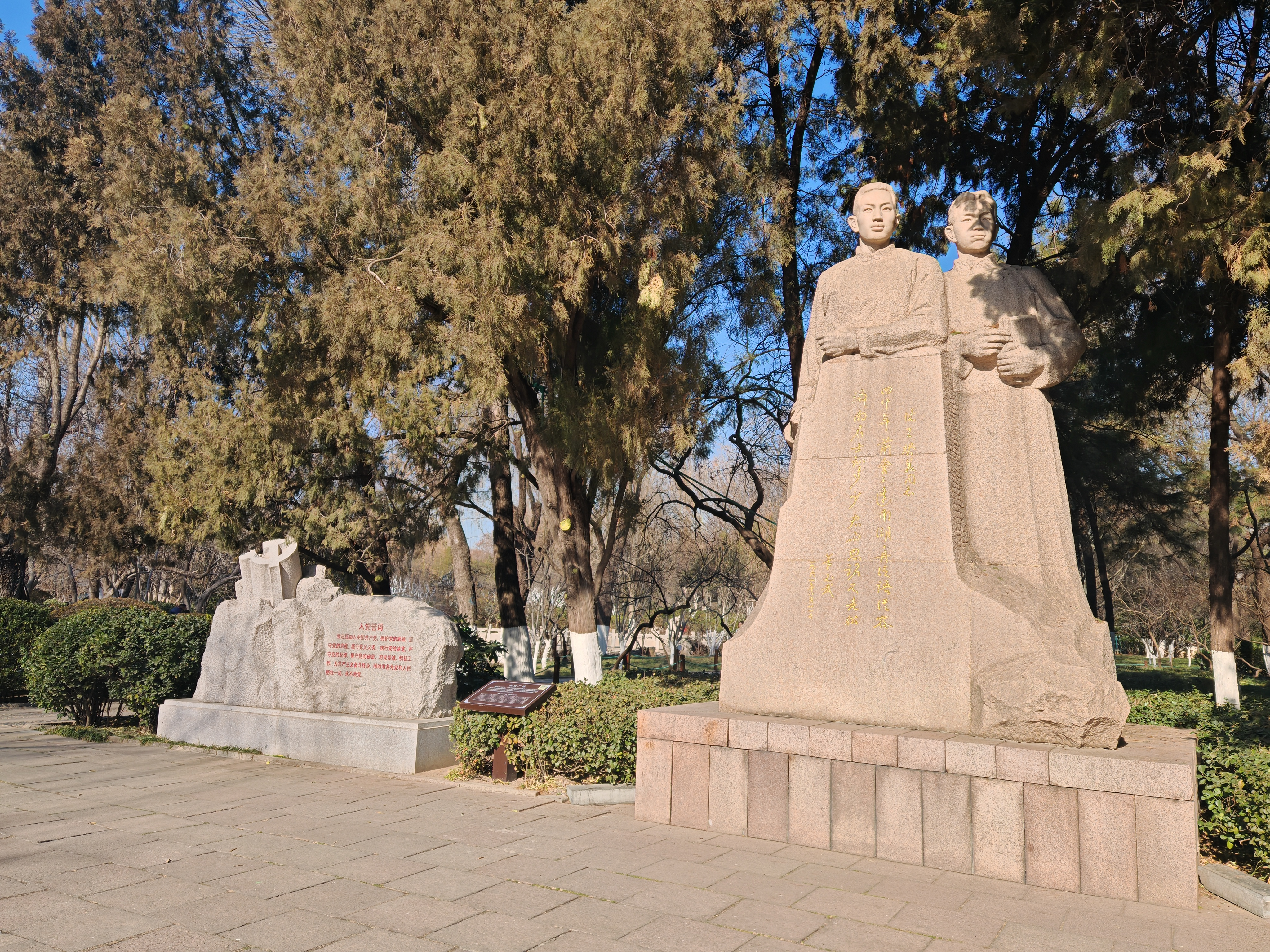
济南市中共山东省委秘书处旧址内王尽美和邓恩铭（右）的纪念雕塑

1987年，山东省人民政府在山东省济南市青年公园内建“五四烈士纪念碑”，以纪念邓恩铭等22名中共党员。
2009年9月14日，邓恩铭被中共中央宣传部、中央组织部、中央统战部、共青团中央、解放军总政治部等11个部门联合组织评为100位为新中国成立作出突出贡献的英雄模范人物之一。